# Any Way the Wind Blows (Lied)
Any Way the Wind Blows ist ein Rocksong von Frank Zappa. Er erschien 1966 auf seinem ersten Album Freak Out! und war dort das einzige Stück, das er von seinen ersten Demo-Aufnahmen aus dem Jahr 1963 (posthum veröffentlicht 1996 als The Lost Episodes) übernommen hatte. 1968 wurde es als Single veröffentlicht. 

## Inhalt
Inhaltlich geht es um eine Scheidung. Zur Veröffentlichung schrieb Zappa: „Any Way The Wind Blows ist ein Lied, das ich vor etwa drei Jahren schrieb, als ich über eine Scheidung nachdachte. Wenn ich mich nie scheiden gelassen hätte, wäre dieser triviale Unsinn nie aufgenommen worden. Er ist in dieser Sammlung enthalten, weil er, kurz gesagt, Kinder, … wie soll ich es sagen? … intellektuell und emotional für euch zugänglich ist. Hah! Vielleicht ist es sogar genau euer Ding!“ Zappas erste Ehe war Anfang 1964 geschieden worden.

## A-cappella-Version der Persuasions
2000 veröffentlichten The Persuasions eine A-cappella-Version des Liedes auf ihrem Album Frankly A Cappella: The Persuasions Sing Zappa.